# Фролов, Сергей Фролович
Серге́й Фро́лович Фроло́в (25 сентября 1896, деревня Песьково, Псковская губерния — 3 декабря 1964, Москва) — советский военный деятель, генерал-майор (07.08.1941).

## Начальная биография
Сергей Фролович Фролов родился 25 сентября 1896 года в деревне Песьково (ныне — Новоржевского района Псковской области).

## Военная служба

### Первая мировая и гражданская войны
В мае 1916 года был призван в ряды Русской императорской армии и направлен в 176-й запасной полк, дислоцированный в Красном Селе, а затем рядовым Онежский 90-й пехотный полк (Юго-Западный фронт).
В августе 1918 года вступил в ряды РККА и направлен в войска ВЧК, дислоцированные в Юхнове, а затем был назначен на должность командира пулемётного взвода ВЧК, после чего принимал участие в боевых действиях против польских войск в районе города Лида.
С февраля 1919 года исполнял должность коменданта и адъютанта 72-го стрелкового полка (8-я стрелковая дивизия, Западный фронт), а в июле 1920 года был назначен на должность начальника клуба 67-го и 68-го стрелковых полков.

### Межвоенное время
После окончания войны продолжил служить в 8-й стрелковой дивизии, дислоцированной в Бобруйске, находясь на должности начальника клуба. С февраля 1923 года был назначен на должность политрука роты, а затем временно исполнял должность командира пулемётной роты 86-го стрелкового полка (29-я стрелковая дивизия), дислоцированного в Вязьме.
В сентябре 1925 года был направлен на учёбу в Смоленскую пехотную школу, после окончания которой с августа 1926 года продолжил служить в 86-м стрелковом полку на должностях командира и политрука пулемётной роты и временно исполняющего должность командира батальона. В январе 1929 года был направлен на учёбу на стрелково-тактические курсы «Выстрел», который закончил в мае того же года и с апреля 1930 года служил в составе 16-го отдельного пулемётного батальона, дислоцированного в Полоцке, где служил на должностях командира роты и помощника командира батальона по строевой части, а с декабря 1933 года — на должностях командира и комиссара 4-го отдельного пулеметного батальона.
В 1935 году закончил заочное отделение Военной академии имени М. В. Фрунзе и в феврале 1937 года был назначен на должность начальника зенитно-пулеметного отделения курсов усовершенствования командного состава ПВО РККА в Москве, в феврале 1938 года — на должность начальника отдела ПВО штаба Северокавказского военного округа, а в июле 1939 года — на должность начальника Московского округа ПВО.

### Великая Отечественная война
С началом войны находился на прежней должности.
В 1942 году был назначен на должность начальника Тульского военного пулемётного училища, а в августе 1943 года — на должность начальника штаба 75-го стрелкового корпуса. С 17 июля по 19 сентября временно командовал этим же корпусом, который находился на формировании в Химках (Московская область). После завершения формирования корпус 17 августа был включён в состав 53-й армии и затем принимал участие в хода битвы за Днепр.
В ноябре 1943 года был назначен на должность командира 66-й гвардейской стрелковой дивизии, которая принимала участие в боевых действиях во время Кировоградской, Корсунь-Шевченковской, Уманско-Ботошанской, Львовско-Сандомирской, Будапештской и Венской наступательных операций.
За время войны четыре раза был упомянут в благодарственных приказах Верховного Главнокомандующего.

### Послевоенная карьера
После окончания войны находился в прежней должности. Дивизия под его командованием была передислоцирована в Прикарпатский военный округ.
В августе 1946 года был назначен на должность начальника 2-го отдела Организационно-штатного управления Главного штаба Сухопутных войск, а в июле 1947 года — на должность заместителя начальника Управления общевойсковых кадров Главного управления кадров ВС СССР.
В апреле 1949 года направлен на учёбу на высшие академические курсы при Высшей военной академии имени К. Е. Ворошилова, после окончания которых в июне 1950 года был назначен на должность начальника курса факультета заочного обучения Военной академии имени М. В. Фрунзе.
В ноябре 1950 года вышел в запас в звании генерал-майора.
Умер 3 декабря 1964 года в Москве.

## Награды
- Орден Ленина (21.02.1945[2]);
- Три ордена Красного Знамени (03.11.1944 [2], 20.04.1945, 1948 [2]) ;
- Два ордена Суворова 2 степени (19.01.1944, 28.04.1945);
- Орден Красной Звезды (01.04.1942);
- Медали.